# Thể Pháp và Bí Pháp
Từ lâu Thể Pháp và Bí Pháp trong đạo Cao Đài vẫn được hiểu là những nghi thức tế tự hoặc cách hành đạo của các tín đồ Cao Đài. Thể Pháp dành cho những tín đồ bình thường (hiểu theo nghĩa từ exotericism); trái lại Bí Pháp được xem là những phương pháp tu tập bí mật, chỉ dành riêng cho những tín đồ đặc biệt hay chức sắc cao cấp (hiểu theo nghĩa từ esotericism). Thể pháp và Bí pháp của đạo Cao Đài rất đặc biệt, hoàn toàn mới so với các nền tôn giáo có trước nó, nhưng rất phù hợp với trình độ tiến hóa của nhân loại hiện nay, và theo Cao Đài thì nó lại thể hiện được thời kỳ Đại Ân xá của Đức Chí Tôn để tận độ nhơn sanh. Danh từ Thể Pháp và Bí Pháp được Hộ pháp Phạm Công Tắc đưa ra trong bài Thuyết đạo Thể Pháp và Bí Pháp vào đêm 13 tháng 4 năm Kỷ Sửu (1949) tại Tòa Thánh Tây Ninh. Thực sự ra hai từ này được dùng theo kiểu viết câu đối trong văn học cổ Việt Nam nên không thể tách rời ra rồi phân tích để hiểu theo kiểu ngữ pháp Tây Phương. Luận theo thần học - triết học Tôn giáo Cao Đài thì Thể Pháp là một trong những nhan đề triết học Cao Đài, Bí Pháp là thần học trong đạo Cao Đài. Đây được xem là một trong những phần quan trọng nhất của giáo lý Cao Đài. Được các nhà nghiên cứu về đạo Cao Đài tìm hiểu trước nhất khi nghiên cứu về giáo lý của đạo Cao Đài.

## Định nghĩa
Qua tổng hợp từ kinh sách Cao Đài, có thể tạm thời nêu một số định nghĩa về Thể pháp và Bí pháp:
- Bí: Giấu kín, không hở ra cho ai biết.
- Thể: là có hình thể thấy được, thuộc về hữu hình.
- Pháp: Pháp luật, phương thức, giáo lý.
- Nếu thể pháp là phần nổi, có thể thấy được thì bí pháp là phần chìm, không thể thấy được.
- Nếu thể pháp là thể chế tôn giáo thì bí pháp là ý nghĩa triết học.
- Nếu thể pháp là xác (Cửu Trùng Đài) thì bí pháp là hồn (Bát Quái Đài).
- Nếu thể pháp là một hành vi tôn giáo thì bí pháp là tác động siêu hình.

## Thể pháp
Khái niệm của thể pháp là: thể pháp không phải là hình thức mà là đầu nguồn hữu hình để từ đó nảy sinh ra hình thức.
Theo Hộ pháp Phạm Công Tắc thuyết đạo chỉ rõ: Thể pháp của Đạo Cao Đài nói gọn trong bốn chữ: Phụng Sự Vạn Linh.
Việc Phụng sự Vạn linh là phương thức hiệu quả nhứt để mỗi con người trả ba món nợ mà bất cứ ai đã mang xác thịt nơi cõi trần nầy đều mắc phải.
Ba món nợ đó là: 
• Món nợ đối với cha mẹ phàm trần: Cha mẹ sanh ta ra, nuôi nấng dạy dỗ cho khôn lớn, công khó nhọc biết bao nhiêu mà kể. 
• Món nợ đối với hai Đấng Cha Mẹ thiêng liêng là Đức Chí Tôn và Phật Mẫu đã tạo ra Chơn linh và Chơn thần của ta. 
• Món nợ đối với xã hội đã cung cấp cho ta những vật thực và những tiện nghi của cuộc sống, và món nợ quốc gia, đã bảo vệ của chúng ta được an lành.
Muốn trả dứt ba món nợ nầy thì chỉ có cách là Phụng sự Vạn linh, Phụng sự một cách triệt để và chí thành. 
Nếu được như vậy thì khi chúng ta thoát xác, cõi Thiêng liêng Hằng sống sẽ mở rộng cửa rước chúng ta trở về, vì không ai còn níu lưng đòi nợ chúng ta hết. Chúng ta đã Phụng sự Vạn linh tức là chúng ta đã trả dứt nợ.
Muốn Phụng sự Vạn linh đạt được hiệu quả tối đa và hoàn toàn tốt đẹp thì phải có phương pháp và tổ chức khoa học. Do đó, Đức Chí Tôn lập ra cho chúng ta một cơ quan Phụng sự Vạn linh là nền Đại Đạo Cao Đài với hình thể gồm ba Đài: Cửu Trùng Đài, Hiệp Thiên Đài và Bát Quái Đài. 
- Cửu Trùng Đài: lo việc phổ độ và giáo hóa nhơn sanh, giúp nhơn sanh giác ngộ, cải ác tùng lương, dẫn dắt nhơn sanh vào đường đạo đức. 
- Hiệp Thiên Đài: lo gìn giữ luật pháp Chơn truyền Đại Đạo, không cho ai sửa cải. 
- Bát Quái Đài: chỉ huy hai Đài trên để điều động toàn thể cơ quan Phụng sự Vạn linh cho được hiệu quả. 
Bên cạnh Cửu Trùng Đài còn có Cơ quan Phước Thiện để cứu khổ và giải khổ cho nhơn sanh. 
Tân Luật, Pháp Chánh Truyền, Đạo Luật, Đạo Nghị Định, là những cái hàng rào dựng lên dọc theo con đường Phụng sự, và Giáo lý Đại Đạo là người dẫn đường cho mỗi người chúng ta đi trọn vẹn trong con đường đó, đúng theo Thánh ý của Đức Chí Tôn.
Việc Phụng sự Vạn linh và đánh giá kết quả việc phụng sự đó, Đức Chí Tôn gọi là một Trường Thi Công Quả. 
"Vì vậy mà Thầy hằng nói cùng các con rằng: Một Trường thi Công quả, các con muốn đến đặng nơi Cực Lạc Thế giới thì phải đi tại cửa nầy mà thôi." (TNHT, I. 34) 
Tất cả những hình thức tổ chức trên: Cửu Trùng Đài, Hiệp Thiên Đài, Bát Quái Đài và Cơ quan Phước Thiện đều được gọi chung là Thể pháp của đạo Cao Đài trong mục tiêu quan trọng nhứt là Phụng sự Vạn linh.
- Ví dụ 1: Về Thể Pháp Đại Đạo có 3 đài là Bát Quái Đài, Hiệp Thiên Đài, Cửu Trùng Đài. Nhiệm vụ của mỗi Đài có sự phân quyền rõ rệt, đó là Thể pháp. Còn đi vào sinh hoạt cụ thể cần có giải thích chi tiết sau đó là hình thức thể hiện. Trong kiến trúc Đền Thánh thì Hiệp Thiên Đài rồi đến Cửu Trùng Đài và Bát Quái Đài gọi là thể pháp. Còn xây dựng theo kích cỡ nào ở các Thánh thất đó gọi là hình thức thể hiện
- Ví dụ 2: Đạo Kì có 3 màu vàng, xanh, đỏ với cách bố trí cho màu vàng tiếp xúc với cán cờ là thể pháp. Hễ đạo Cao Đài cho dù bất cứ nơi nào thì phải dùng cờ ấy và phải treo như thế. (nếu không dùng cờ đó là không phải đạo Cao Đài, làm cờ đúng 3 màu vàng, xanh, đỏ mà treo cho cả ba màu tiếp xúc với cán cờ là sai với thể pháp. Còn làm cờ ấy lớn hay nhỏ gọi là hình thức).
- Ví dụ 3: Theo quy định của Đạo Cao Đài người tín đồ ăn đủ 10 ngày chay trong tháng thì khi bỏ xác hành pháp độ thăng ấy là thể pháp. Còn người được hưởng pháp ấy cảm nhận thế nào là Bí Pháp.

### Định Nghĩa Thể Pháp
Thể pháp là tất cả những giáo lý, luật pháp, kinh kệ, thờ phượng, cúng lạy, nhạc lễ, dạy dỗ và dẫn dắt nhơn sanh đi theo con đường đạo đức. Đó là những luật hữu hình ràng buộc đời sống của tín đồ vào trọn trong khuôn viên đạo đức để được sống hòa bình, thanh cao và hạnh phúc. Như thế, Thể pháp chính là cơ quan giải khổ cho chúng sanh. 
Thể pháp là phần hữu hình nhìn thấy được như một công trình kiến trúc, một văn bản, một nghi lễ... đầu nguồn để phát sinh ra những công trình sau đó. 

### Phân loại thể pháp
Sau đây là một số loại chính:
- Thể pháp qua văn bản. Ví dụ như văn bản của Pháp Chánh Truyền; Thánh Ngôn Hiệp Tuyển 02 quyển; Kinh Thiên Đạo và Thế Đạo…
- Thể pháp qua kiến trúc. Ví dụ như cách kiến trúc Đền Thánh
- Thể pháp qua tổ chức. Ví dụ như Chánh thể của đạo …. " Ba hội lập quyền vạn linh"….

Như vậy thể pháp thường bất biến để định hướng cho bí pháp.

## Bí pháp
Bí pháp là pháp luật bí ẩn, là định luật vô hình chi phối sự tiến hóa của các chơn linh trong Càn Khôn Vũ Trụ.

### Định Nghĩa Bí Pháp
Là phần ẩn chứa trong thể pháp. Bí pháp là cách thức hiểu và tổ chức để thực thi thể pháp.
Bí pháp là các phương thức luyện đạo, cứu giúp linh hồn mà mục đích cuối cùng là đắc đạo, đạt được phẩm vị Thần, Thánh, Tiên, Phật nơi cõi thiêng liêng, thoát vòng luân hồi đau khổ, sống an nhàn tự tại miên viễn nơi cõi Thiêng Liêng Hằng Sống. Như thế, Bí pháp chính là cơ quan giải thoát chúng sanh. 
Những phương pháp luyện đạo trong Bí pháp không được phổ biến ra ngoài, chỉ bí truyền cho những đệ tử đã được chọn lọc kỹ lưỡng có đầy đủ hạnh đức. Các phương pháp ấy được truyền trực tiếp từ Thầy sang trò bằng lời nói riêng, nên gọi là Bí pháp khẩu thọ tâm truyền, hay Tâm pháp bí truyền. 

### Một số Ví dụ
- Ví dụ 1: Bảo Sanh; Nhơn Nghĩa; Đại Đồng của Đạo Cao Đài đề xướng là thể pháp để xây dựng cá nhân và xã hội. Còn nội dung của "bí pháp" là: Trường Học; Dưỡng Lão Ấu; Tịnh thất. Cá nhân hay cả tôn giáo đều phải hiểu và có kế hoạch thực thi cho phù hợp. Trên bước đường phát triển của Tôn giáo thì tuỳ vào tài nguyên và môi trường xã hội mà có lộ trình thích hợp.
- Ví dụ 2: Đường hướng tu thân là thể pháp. Nội hàm tu thân được Đức Chí Tôn đặc để qua 4 bức tranh ở Bao Lơn Đài nơi Đền Thánh "Phía Ông Thiện" bao gồm:
  - Lý Mật: Chăn trâu vẫn mang sách theo học " sách treo trên sừng trâu". Là công thức cần mẫn "mọi việc phải bắt đầu từ học vấn…"
  - Sào Phủ Hứa Do… không tham công danh phú quý … ấy là thanh liêm.
  - Bá Nha Tử Kì … với tình bạn tri âm thể hiện cho ơn nghĩa.
  - Khương Tử Nha và Võ Kiết thể hiện cho chí nhẫn.

Vậy 04 phẩm chất cá nhân của Đại Đạo là:
Cần mẫn; thanh liêm; ơn nghĩa và chí nhẫn. Tuy không thay đổi đổi nhưng cách thức đào tạo và nội dung đào tạo để nhân tố có được các tiêu chuẩn trên hẳn nhiên phài tuỳ vào tài nguyên và môi trường của từng xã hội hay các thời kì của xã hội.
- Ví dụ 3:

Đường hường xây dựng xã hội là thể pháp. Nội hàm thực thi được Đức Chí Tôn dạy trong 4 bức tranh ở Bao Lơn Đài nơi Đền Thánh "phía Ông Ác".
- - Vua Hạ Vũ cai trị thủy lợi: Chương trình xây dựng hạ tầng của xã hội bắt đầu từ nguồn nước, từ nước sinh hoạt cho đến nước sau sinh hoạt hay thủy lợi trong canh tác hoặc trong công nghiệp.
  - Vua Nghiêu đi tìm ông Thuấn. Chương trình lương thực của xã hội.
  - Người thợ rèn và đục bản gỗ.
  - Phạm Lãi, Tây Thi. Chương trình kinh thương. Đó là 4 chương trình thất yếu của xã hội.

Hai đường hướng tu thân và xây dựng xã hội kết hợp nhau để làm nội lực cho tôn giáo Cao Đài đưa xã hội đến hoà bình và an lạc. Còn thực thi hay khai triển thế nào là tuỳ vào tài nguyên môi trường từng xã hội. Trong tiến trình thất ức niên của Đạo Cao Đài thì 08 bức tranh trên hay vị trí của từng bức tranh không đổi " Thể Pháp" còn ý nghĩa và kế hoạch thực thi hẳn nhiên là không cố định "Bí Pháp"

## Thực hành
Một tín đồ khép mình theo các quy luật của Đạo Cao Đài, thực hành các nghi lễ tôn giáo tại nhà hoặc tại Thánh thất là thực hiện phần Thể Pháp. Ngoài ra, phải tìm hiểu triết lý đạo để hiểu rõ ý nghĩa bên trong các nghi lễ đó. Như vậy khi hành lễ mới có tác dụng là đem lại sự an bình trong lòng, đó là tác động không nhìn thấy được của Thể Pháp, tức là Bí Pháp.

## Luyện đạo ở Tịnh thất
Ở trình độ cao hơn, các tín đồ có thể vào Tịnh thất để luyện đạo. Luyện đạo thực ra chỉ là thực hành những nghi lễ đặc biệt có tính tập trung hơn để đạt được trạng thái mà các tín đồ Cao Đài gọi là "Hiệp Một Với Đức Chí Tôn", tức đắc đạo tại thế gian (thuật ngữ Cao Đài gọi là đạt Pháp). Hiện nay, ở Tòa Thánh Tây Ninh có Trí Huệ Cung là Tịnh thất dành cho Nữ phái, Vạn Pháp Cung là Tịnh thất dùng cho Nam phái, và Trí Giác Cung dùng làm Tịnh thất cho cả Nam phái và Nữ Phái. Theo luật pháp Cao Đài giáo, ở địa phương không được phép xây dựng Tịnh thất.